# Swiniszta
Swiniszta lub Sviništa (maced. Свиништа) – wieś w południowo-zachodniej Macedonii Północnej, w gminie Ochryda.